# محمد جزائری
محمد جزائری (انگلیسی: Mohamed Jazaeri؛ زادهٔ ۱۸ فوریهٔ ۱۹۵۸) بازیکن فوتبال اهل سوریه بود.
وی به‌همراه تیم ملی فوتبال سوریه در بازی‌های المپیک تابستانی ۱۹۸۰ شرکت کرده‌است.